# Місія неможлива: Фінальна розплата
«Місія неможлива: Фінальна розплата» (англ. Mission: Impossible – The Final Reckoning) — американський шпигунський бойовик режисера Крістофера Маккворрі. Продовження фільму «Місія неможлива: Розплата. Частина перша» (2023) та загалом восьма частина в серії фільмів «Місія неможлива». В головних ролях: Том Круз, Саймон Пегг, Гейлі Етвел, Ванесса Кірбі.
Прем'єра фільму в США відбулася 23 травня 2025 року. В Україні вихід стрічки відбувся 15 травня того ж року.

## В ролях
| Актор            | Роль                       |
| ---------------- | -------------------------- |
| Том Круз         | Ітан Хант                  |
| Ребекка Фергюсон | Ільза Фауст                |
| Вінг Реймс       | Лютер Стікелл              |
| Генрі Черні      | Євген Кітрідж              |
| Саймон Пегг      | Бенджі Данн                |
| Гейлі Етвел      | Ґрейс                      |
| Ванесса Кірбі    | Аланна Міцополіс           |
| Шей Віґем        | Девід Рамсфельд            |
| Голт Маккелені   | Бернштейн, міністр оборони |
| Нік Офферман     | Сідні                      |
| Пом Клементьєв   | Періс                      |
| Есай Моралес     | Габріель                   |
| Марк Ґетісс      | керівник АНБ               |
| Індіра Варма     | керівниця РУМО США         |
| Ганна Ваддінгем  | контр-адмірал Нілі         |
| Кеті О'Браян     | Кодьяк                     |

## Виробництво

### Зйомки
У лютому 2021 року видання Deadline Hollywood повідомило, що фільм більше не зніматимуть одночасно з Місія неможлива: Розплата. Частина перша. До листопада МакКуоррі працював над переписуванням сценарію фільму.
Ця частина мала стати першим художнім фільмом, деякі сцени якого мали знімати у космосі. Було підтверджено, що на жовтень 2021 року запланований політ на МКС Тома Круза та Дага Лаймана із космічною місією Axiom Space Crew Dragon. Разом із ними мала летіти ще одна пасажирка-актриса.
23 березня 2022 року The Hollywood Reporter повідомило про початок основних зйомок тоді ще безіменного Місія: Неможлива 8. Зйомки проходили у Великій Британії в Longcross Studios та Озерному краї. Іншими локаціями були Мальта, Південна Африка та Норвегія. У грудні 2022 року зйомки у Великій Британії завершилися. Потім знімальна група перемістилася до Апулії в Італії, щоб продовжити зйомки на борту авіаносця USS George H.W. Bush. Під час страйку Гільдії сценаристів Америки у 2023 році вважалося, що виробництво було призупинено, згідно з інтерв’ю МакКуоррі у випуску журналу Empire за червень 2023 року. Однак пізніше з’ясувалося, що це було неправильне тлумачення заяви МакКуоррі, і продовження виробництва чекало лише завершення промоції Частини першої.
Зйомки були офіційно призупинені в липні через страйк SAG-AFTRA 2023. Фільм повернувся до виробництва в березні 2024 року, хоча в травні він зіткнувся з затримкою через несправність підводного човна. Під час зйомок в Англії, Круз і Моралес були помічені виконуючими трюки з повітряного біплана, при цьому Круз тримався за крила літака з відкритою кабіною, коли той летів догори дригом, тоді як пілот був одягнений у костюм із зеленим екраном, щоб його можна було цифрово видалити з фінального кадру. У липні 2024 року Саймон Пегг повідомив, що зйомки його частини завершилися, хоча акторський склад і знімальна група зберігали радіомовчання. До листопада 2024 року виробництво було завершено, і фільм знаходився на стадії постпродакшну. The Hollywood Reporter повідомив, що бюджет наблизився до 400 мільйонів доларів через затримки у виробництві.

### Пост-продакшн
Industrial Light & Magic повертається з сьомого фільму для створення візуальних ефектів, з Clear Angle Studios та Halon Entertainment як додатковими підрядниками для лідару, кіберсканування та превізуалізації. У жовтні 2023 року підзаголовок Dead Reckoning Part Two було видалено з назви фільму, а новий підзаголовок було підтверджено як The Final Reckoning у листопаді 2024 року.

## Музика
У травні 2020 року Лорна Бaлфа було оголошено композитором саундтреку до фільму, після того, як він раніше працював над Місія неможлива: Фолаут (2018) та Місія неможлива: Розплата. Частина перша (2023). Проте у квітні 2025 року стало відомо, що його замінять Макс Аруй та Альфі Годфрі. Аруй раніше створював додаткову музику для Розплати та працював технічним асистентом з партитурою для Фолаут. Аруй і Годфрі також брали участь у багатьох проєктах, для яких музику писав Балф. Сесіль Турнесак була вказана як головний музичний редактор і продюсер партитури (разом із Балфом) для Розплати.

## Випуск
Прем'єра фільму запланована на 23 травня 2025 року. Спочатку вихід фільму планувався на 5 серпня 2022 року, але був перенесений через пандемію COVID-19 на 4 листопада 2022 року, потім на 7 липня 2023 року,, потім на 28 червня 2024 року, перш ніж отримати поточну дату виходу.

## Реакція критиків
На сайті-агрегаторі рецензій Rotten Tomatoes 81% із 155 відгуків критиків є позитивними. Консенсус сайту зазначає: «Величезний за розмахом дій, тривалістю та масштабом, «Фінальна розплата» є сентиментальним прощанням з Ітаном Хантом, яке виконує свою місію з характерним хистом до неможливого». Metacritic, який використовує зважену середню оцінку, присвоїв фільму 69 балів зі 100 на основі 43 критиків, що вказує на «загалом сприятливі» відгуки.